# Marshall megye (Illinois)
Marshall megye az Amerikai Egyesült Államokban, azon belül Illinois államban található. Megyeszékhelye Lacon, legnagyobb városa Henry. Lakosainak száma 11 742 fő (2020. április 1.).

## Szomszédos megyék
- Bureau megye (északnyugat)
- Putnam megye (észak)
- LaSalle megye (kelet)
- Woodford megye (dél)
- Peoria megye (délnyugat)
- Stark megye (nyugat)

## Népesség
A megye népességének változása:
| Lakosok száma | 12 632 | 12 500 | 12 315 | 12 153 | 11 982 | 11 742 |
|               | 2010   | 2011   | 2012   | 2013   | 2015   | 2020   |